# Goniagnathus othello
Goniagnathus othello är en insektsart som beskrevs av William Lucas Distant 1913. Goniagnathus othello ingår i släktet Goniagnathus och familjen dvärgstritar.
Artens utbredningsområde är Algeriet. Inga underarter finns listade i Catalogue of Life.